# Родіоново (Гагарінський район)
Родіоново (Гагарінський район) (рос. Родионово) — присілок Гагарінського району Смоленської області Росії. Входить до складу Покровського сільського поселення.
Населення — 19 осіб. 